# 静岡県道55号島田停車場線
静岡県道55号島田停車場線（しずおかけんどう55ごう しまだていしゃじょうせん）は、静岡県島田市を通る県道（主要地方道）である。島田駅前通り。

## 概要
JR東海東海道本線 島田駅 (静岡県)前よりほぼ真北に向かい、中央町交差点に至る区間（約850 m）と、中央町交差点から東隣の大津通り交差点に至る静岡県道381号島田岡部線（旧国道1号）との重複区間（約300 m）で構成されている。
前者は2006年（平成18年）度に電線類が地中化された。

### 路線データ
- 陸上距離：1.1 km
- 起点：島田市栄町（JR東海東海道本線 島田駅前）
- 終点：島田市中央町（大津通り交差点、静岡県道217号伊久美元島田線終点、静岡県道381号島田岡部線上）

## 歴史
- 1993年（平成5年）5月11日 - 建設省から、県道島田停車場線が島田停車場線として主要地方道に指定される[1]。

## 路線状況

### 重複区間
- 静岡県道381号島田岡部線（島田市中央町・中央町交差点 - 島田市中央町・大津通り交差点（終点））

## 地理

### 通過する自治体
- 島田市

### 交差する道路
| 交差する道路                                        | 交差する場所 | 交差する場所          |
| --------------------------------------------------- | ------------ | --------------------- |
| 静岡県道34号島田吉田線                              | 本通2丁目    | 本通り2丁目交差点     |
| 静岡県道381号島田岡部線                             | 中央町       | 中央町交差点          |
| 静岡県道217号伊久美元島田線 静岡県道381号島田岡部線 | 中央町       | 大津通り交差点 / 終点 |

### 沿線
- JR東海東海道本線 島田駅
- 島田掛川信用金庫島田本店営業部
- 島田市役所
- 島田市民総合施設プラザおおるり
- 島田郵便局